# Vognmandsfirmaet Menneskelyd
Vognmandsfirmaet Menneskelyd er et uafhængigt pladeselskab, stiftet af den danske rapduo Hvid Sjokolade, der blev grundlagt i 2001 af Tommy Bredsted og Niels Henrik Gerts. De har indtil videre kun udgivet CD'er produceret af dem selv.

## CD'er selskabet har udgivet
- Munden fuld (2001)
- Mon ik'..! (2004)
- Så'n Er Vi (2007 – remasteret version)
- Levende poeters klub (2007 – remasteret version)